# Pascal Quoirin
Pascal Quoirin (* 10. März 1949) ist ein französischer Orgelbauer. Er führt ein namensgleiches Orgelbauunternehmen mit Sitz im südfranzösischen Saint-Didier im Département Vaucluse.

## Ausbildung
Quoirin begann seine Orgelbaulehre im Alter von 16 Jahren bei Philippe Hartmann und eröffnete 1975 seinen eigenen Orgelbaubetrieb in Carpentras. 1989 wurde die Firma nach Saint-Didier verlegt.
Zurzeit wird unter anderem die Hauptorgel der Kathedrale Notre-Dame de Paris, welche durch den schweren Brand im April 2019 stark verschmutzt wurde, durch Quoirin restauriert.

## Werkliste (Auswahl)
| Jahr | Ort                           | Gebäude                                   | Bild | Manuale | Register | Bemerkungen |
| ---- | ----------------------------- | ----------------------------------------- | ---- | ------- | -------- | --- |
| 1973 | Carpentras                    | Saint-Siffrein                            |      | II/P    | 16       | Erste Orgel von Quoirin. |
| 1983 | Saint-Rémy-de-Provence        | Colegiale Saint-Martin                    |      | III/P   | 62       | |
| 1986 | Avignon                       | Temple Saint-Martial                      |      | III/P   | 27       | |
| 1986 | Saint-Chamond                 | Saint-Julien                              |      | I/P     | 10       | |
| 1991 | Fréjus                        | Konkathedrale Saint-Léonce                |      | III/P   | 35       | Orgel im italienischen Stil |
| 1991 | Saint-Tropez                  | Notre-Dame-de-l’Assomption (Saint-Tropez) |      | III/P   | 28       | |
| 1991 | Lausanne (Schweiz)            | Conservatoire                             |      | III/P   | 13       | |
| 1994 | Hamamatsu (Japan)             | „Act City“ Concert Hall                   |      | III/P   | 64       | |
| 1995 | Paris                         | Saint-Ferdinand des Ternes                |      | III/P   | 34       | |
| 1999 | Pradines (Loire)              | Benediktinerabtei                         |      | III/P   | 17       | |
| 2000 | Écully                        | Hausorgel                                 |      | II/P    | 15       | |
| 2003 | Marseille                     | Sainte-Marguerite                         |      | II/P    | 17       | |
| 2006 | Évreux                        | Kathedrale Notre-Dame                     |      | IV/P    | 53       | Einzigartige Prospektgestaltung einer nahezu runden Orgel mit Flügeltüren.                                                                                    |
| 2008 | Saint-Dié-des-Vosges          | Kathedrale Saint-Dieudonné                |      | III/P   | 41       | |
| 2008 | Le Touquet-Paris-Plage        | Sainte-Jeanne d’Arc                       |      | III/P   | 37       | |
| 2009 | Sanary-sur-Mer                | Saint-Nazaire                             |      | III/P   | 30       | |
| 2009 | Matoury (Französisch-Guayana) | Saint-Michel                              |      | II/P    | 24       | |
| 2011 | New York City (USA)           | Church of the Ascension                   |      | IV/P    | 97       | Größte Orgel der Firma Quoirin; es existiert ein dreimanualiger mechanischer Zweitspieltisch, von dem aus sich 72 der insgesamt 97 Register anspielen lassen. |
| 2013 | Saint-Genis-Laval             | Saint-Genès                               |      | II/P    | 21       | |
| 2013 | Évian-les-Bains               | Notre-Dame-de-l’Assomption                |      | III/P   | 43       | |
| 2015 | Grimaud                       | Saint-Michel                              |      | II/P    | 16       | Vollelektrische Trakturen (Proportionaltraktur); Die Orgel hängt als Schwalbennest an der Kirchenwand.                                                        |
| 2019 | Paris                         | Conservatoire municipal Claude Debussy    |      | III/P   |          | Alle Teilwerke sind schwellbar. |